# Халил-улла II
Халил-улла II (ум. 9 ноября 1535) — 8-й ширваншах (правитель государства Ширваншахов) из династии Дербенди. Унаследовал трон от своего отца Шейха Ибрагима II.
Источники характеризуют его как выдающегося государя. Халил-улла II любил развлечения, вино и пышные выезды, также покровительствовал ученым и поэтам и был очень щедр.

## Правление
Халил-улла (Cултан Халил) пришел к власти в Ширване в 1524 году после смерти своего отца. Его женитьба на дочери Исмаила I Сефеви Перихан-ханум обеспечила его поддержкой сефевидского шаха. Согласно османскому историку XVII века Мюнеджжим-баши, ни один из братьев Халил-уллы не смог оспаривать у него трон. Связи Ширвана с сефевидском двором в его правление еще более усилились.
Однако отношения между Сефевидским государством и Ширваном изменились при сыне Исмаила I Тахмаспе I, которому Халил-улла приходился зятем. Тахмасп не доверял ширваншаху и собрался окончательно захватить Ширван и уничтожить династию Дербенди. В 1532/1533 году он назначил своего брата Алкас Мирзу бейлербеем Ширвана, а Бадр-хана Устаджлу его опекуном. Недоверие Тахмаспа по отношению к ширваншаху еще более усилилась, когда Халил-улла предоставил убежище правителю Гиляна Султан Музаффару (Амире Дибадж), изменившему сефевидскому шаху и поддержавшему османского султана Сулеймана I, который захватил Тебриз в ходе турецко-персидской войны. Халил-улла обещал Амире Дибаджу похлопотать о его прощении перед шахом, но вскоре умер. Тахмасп послал в Ширван своих людей для ареста бывшего гилянского правителя, чему ширванские эмиры не смогли воспрепятствовать. После этого Амире Дибадж был жестоко казнен.
В 1527/1528 году у Халил-уллы II власть оспаривал его брат Фаррух Йасар, которому удалось на несколько месяцев захватить власть в Ширване. Фаррух Йасар II чеканил от своего имени монеты, однако вскоре был повержен и бежал в Казикумыхское шамхальство, где и умер.
Халил-улла II правил около 12 лет и умер 9 ноября 1535 года. Ширванские феодалы привезли из Дагестана в Шемаху сына Фаррух Йасара II Шахруха и посадили его на трон.
В источниках упоминаются двое его сыновей - Касым (1554) и Мухаммед Мирза, которого султан Сулейман сделал губернатором Тебриза.